# DIVE (사카모토 마아야의 음반)
《DIVE》(다이브)는 사카모토 마아야의 두 번째 오리지널 앨범이다.

## 해설
- 전작인 《Grapefruit》의 발매 이후, 1년 8개월 만에 발매된 음반이다.
- 수록곡중 하나인  〈달리기〉는 이 앨범이 나오기 전에 싱글로 선행발매되었지만, 논타이업 곡이었기 때문에 애니메이션 관련곡이 일절 수록되지 않은 앨범이다.
- 이 앨범은 일본의 '뮤직 매거진' 지에서, 1999년 베스트 앨범(가요＆팝 부문 １위)으로 선택되었다.

## 수록곡
1. I.D.
이후에 본인이 퍼스널리티를 맡는 라디오나, 공식 사이트의 타이틀에도 채용되는 유래가 된 곡이다.
2. 달리기(走る)（Album Ver.）
싱글과 비교하면, 가창법과 연주가 조금 억제되어 있다.
3. Baby Face
4. 월요일 아침(月曜の朝)
5. 파일럿(パイロット)
6. Heavenly Blue
7. 피스(ピース)
8. 유카(ユッカ,Yucca)
9. 고양이와 개(ねこといぬ)
10. 고독(孤独)
11. DIVE

## 스탭
- 작사: 사카모토 마아야(1,5,6,7,9)·이와사토 유호(2,4,8,10,11)·Tim Jensen (3,6)
- 작곡·편곡·프로듀스: 칸노 요코(전곡)